# Armorial des communes de la Charente
Cette page donne les armoiries (figures et blasonnements) des communes de la Charente.

(1 dessin(s) en attente.P)
- Haut – A
- B
- C
- D
- E
- F
- G
- H
- I
- J
- K
- L
- M
- N
- O
- P
- Q
- R
- S
- T
- U
- V
- W
- X
- Y
- Z

## A
| Blason de Aigre | Blason  | D’or à la barre d’azur, à la grappe de raisin sommée d’un épi de maïs senestré de deux épis de blé en bouquet, le tout aussi d’or brochant, à l’escargot du même à la coquille aussi d’azur brochant à dextre, le dit bouquet accompagné à senestre de treize gouttes ordonnées en arc de l'un en l'autre. |
| Blason de Aigre | Détails | Armes à enquerre créées en 1986. |

| Blason de Alloue | Blason  | De sable à deux chevrons d'or accompagnés en chef de deux macles d'or remplies d'azur. |
| Blason de Alloue | Détails | Armes de la famille d'Alloué brisées en remplissant les macles d'azur.                 |

| Blason de Ambleville | Blason  | Écartelé : au 1er et au 4e d'azur à la tour d'argent, au chef de gueules chargé de trois casques d'or posés de profil, au 2e et au 3e d'or au dauphin d'azur, crêté, barbé, loré, peautré et oreillé de gueules. |
| Blason de Ambleville | Détails | Le statut officiel du blason reste à déterminer. |

| Blason de Anais | Blason  | Écartelé : au 1er d'azur à la croix ancrée d'argent, au 2e d'argent au rameau de gui au naturel, au 3e de gueules à trois trèfles d'or, au 4e d'or à deux chevrons de gueules. |
| Blason de Anais | Détails | Le statut officiel du blason reste à déterminer. |

| Blason de Angeac-Champagne | Blason  | D'azur à l'écusson d'or.                         |
| Blason de Angeac-Champagne | Détails | Le statut officiel du blason reste à déterminer. |

| Blason de Angeac-Charente | Blason  | Losangé de gueules et d'or.                      |
| Blason de Angeac-Charente | Détails | Le statut officiel du blason reste à déterminer. |

| Blason de Angoulême | Blason  | D'azur à la porte de ville flanquée de deux tours crénelées d'argent, maçonnée de sable, surmontée d'une fleur de lis d'or, couronnée d'une couronne royale fermée du même,. Devise / CriFortitudo mea civium fides (Ce qui fait ma force, c’est la fidélité de mes citoyens). |
| Blason de Angoulême | Détails | Le statut officiel du blason reste à déterminer. |

| Blason de Ansac-sur-Vienne | Blason  | Coupé: au 1er parti au I burelé ondé d'argent et d'azur, au II d'argent à rose des jardins de gueules tigée et feuillée de sinople, au 2e de sinople à la couronne de laurier d'or. |
| Blason de Ansac-sur-Vienne | Détails | Le statut officiel du blason reste à déterminer. |

| Blason de Asnières-sur-Nouère | Blason  | Écartelé : au 1er d'or à la tête d'âne en ombre de gueules, au 2e d'azur à deux doubles chevronnels d'or, alésés et rangés en pal, au 3e d'azur à la branche de garobe [vesce cultivée] d'argent posée en bande, au 4e d'or à la fleur de lis de gueules. |
| Blason de Asnières-sur-Nouère | Détails | Armes parlantes (âne → Asnières). Le statut officiel du blason reste à déterminer. |

| Blason de Aubeterre-sur-Dronne | Blason  | Losangé d'or et d'azur, au chef de gueules.      |
| Blason de Aubeterre-sur-Dronne | Détails | Le statut officiel du blason reste à déterminer. |

Pas d'information pour les communes suivantes : Abzac (Charente), Les Adjots, Agris, Aignes-et-Puypéroux, Ambérac, Ambernac, Angeduc, Anville, Ars (Charente), Aubeville, Auge-Saint-Médard, Aunac, Aussac-Vadalle
- Haut – A
- B
- C
- D
- E
- F
- G
- H
- I
- J
- K
- L
- M
- N
- O
- P
- Q
- R
- S
- T
- U
- V
- W
- X
- Y
- Z

## B
| Blason de Baignes-Sainte-Radegonde | Blason  | Losangé d'or et d'azur.                          |
| Blason de Baignes-Sainte-Radegonde | Détails | Le statut officiel du blason reste à déterminer. |

| Blason de Balzac | Blason  | Écartelé : aux 1er et 4e de sinople aux ombres de trois gousses de petits pois, feuillées et posées en bouquet, aux 2e et 3e d'argent à un huchet d'or, le pavillon à senestre. |
| Blason de Balzac | Détails | * Il y a là non-respect de la règle de contrariété des couleurs : ces armes sont fautives (or sur argent).                                                                      |

| Blason de Barbezieux-Saint-Hilaire | Blason  | D'or à l'écusson d'azur en abîme.                  |
| Blason de Barbezieux-Saint-Hilaire | Détails | Ce sont les armoiries des seigneurs de Barbezieux. |

| Blason de Bassac | Blason  | Coupé ondé : au 1er d'azur à trois fermaux rangés en fasce et surmontés d'un lambel renversé, le tout d'argent, au 2e losangé de gueules et d'or, à une volute de crosse de sable brochante. |
| Blason de Bassac | Détails | Adopté le 24 novembre 2014. |

| Blason de Bazac | Blason  | Écartelé : au 1er d'or à un croissant de gueules, aux 2e et 3e d'azur à une jumelle d'argent à une roue à aubes d'or brochant sur le tout, au 4e d'or à un croissant de sable. |
| Blason de Bazac | Détails | Sous l'Ancien Régime, le territoire de la commune actuelle était composé de deux fiefs : celui de Bazac sous l'autorité de la famille des comtes de Poncharail et le fief de Chamberlane en faveur des de Jaubert (ces deux familles ont un croissant sur leurs armes). Au pied du village de Bazac se trouvent quatre sources et deux moulins sur les bords de la rivière, la Dronne. Le statut officiel du blason reste à déterminer. |

| Blason de Beaulieu-sur-Sonnette | Blason  | D'azur à deux fasces d'or accompagnées de six merlettes du même, posées 3, 2 et 1. |
| Blason de Beaulieu-sur-Sonnette | Détails | Le statut officiel du blason reste à déterminer.                                   |

| Blason de Bellon | Blason  | Losangé d'or et d'azur, au chef de gueules.      |
| Blason de Bellon | Détails | Le statut officiel du blason reste à déterminer. |

| Blason de Benest | Blason  | D'azur à trois boisseaux d'or. Ornements extérieursL'écu, timbré d'une couronne murale d'or, est soutenu par deux sirènes. Le tout repose sur une ornementation végétale de sinople. |
| Blason de Benest | Détails | Le statut officiel du blason reste à déterminer. |

| Blason de Blanzac | Blason  | D'azur à trois meuniers d'argent.                |
| Blason de Blanzac | Détails | Le statut officiel du blason reste à déterminer. |
| Blason de Blanzac | Alias   | D'azur à trois meuniers d'argent rangés en pal.  |

| Blason de Blanzaguet-Saint-Cybard | Blason  | Tiercé en pairle renversé: au 1 de gueules à deux clés d'or passées en sautoir et à une épée basse d'argent brochante, au 2 de sinople à un érable coupé de tenné feuillé d'or, au 3 d'argent à trois fasces ondées d'azur sur lesquelles sont brochantes trois corneilles de sable, becquées et membrées de gueules, mal ordonnées, celles de la pointe affrontées. |
| Blason de Blanzaguet-Saint-Cybard | Détails | Auteur(s)J.-F. Binon |

| Blason de Bonnes | Blason  | Parti : au I, écartelé aux 1er et 4e d'argent à une fasce de gueules accompagnée de trois merlettes de sable, au 2e de gueules à trois léopards d'or posés l'un sur l'autre, au 3e losangé d'or et d'azur à un chef de gueules, au II d'azur à trois tours d'argent crénelées et maçonnées de sable. |
| Blason de Bonnes | Détails | Le statut officiel du blason reste à déterminer. |

| Blason de Bonneuil | Blason  | Écartelé : au 1er losangé d'or et de gueules, au 2e d'azur à deux haches d'armes d'argent passées en sautoir, au 3e d'azur à deux clés d'argent passées en sautoir, au 4e d'or à une grappe de raisin de pourpre tigée et feuillée au naturel. |
| Blason de Bonneuil | Détails | Adopté. |

| Blason de Bourg-Charente | Blason  | Parti : au 1er d'or à trois jumelles de sable, au 2e de sinople à la fasce ondée d'argent accompagnée de deux grappes feuillées du même. |
| Blason de Bourg-Charente | Détails | Création Jean-François Binon. |

| Blason de Bouteville | Blason  | Écartelé : au 1er d'or à deux vaches de gueules accornées et clarinées d'azur, surmontées d'une étoile de gueules, au 2e de gueules à une croix pattée et alaisée d'or, accompagnée de quatre amandes d'argent posées en cercle, au 3e d'azur à un écusson losangé d'or et de gueules, au 4e d'or à trois forces de sable. |
| Blason de Bouteville | Détails | Le statut officiel du blason reste à déterminer. |

| Blason de Brettes | Blason  | D'azur au château couvert d'or donjonné de deux pièces, ouvert et ajouré du champ, maçonné de sable, au chef de gueules* chargé de trois vaches de sable*.  |
| Blason de Brettes | Détails | * Il y a là non-respect de la règle de contrariété des couleurs : ces armes sont fautives (gueules sur azur et sable sur gueules.). Adopté en octobre 2011. |

| Blason de Bréville | Blason  | Coupé : au 1er parti au I de gueules à une grappe de raisin feuillée de deux pièces d'argent, au II d'argent à un chêne futé de tenné, fruité d'or et feuillé de sinople, au 2e d'azur à trois fermaux contournés d'or. |
| Blason de Bréville | Détails | Création Jean-François Binon |

| Blason de Brie | Blason  | Écartelé : au 1er d'or à trois huchets contournés de sinople liés de gueules, au 2e de gueules à une fleur de tournesol au naturel, au 3e de gueules à un arbre au naturel, au 4e de sinople à une ancre d'or chargée en pointe du nombre « 515 » en chiffres de sable et à une gazelle bondissante d'argent brochante. Devise / CriAudentes fortuna juvat. |
| Blason de Brie | Détails | Le statut officiel du blason reste à déterminer. |

| Blason de Brigueuil | Blason  | Écartelé : aux 1er et 4e d'argent au lion de sable, armé et lampassé de gueules, aux 2e et 3e de gueules à l'aigle d'or. |
| Blason de Brigueuil | Détails | Le statut officiel du blason reste à déterminer.                                                                         |

Pas d'information pour les communes suivantes : Barbezières, Bardenac, Barret, Barro (Charente), Bayers, Bécheresse, Bernac (Charente), Berneuil (Charente), Bessac, Bessé, Bignac, Bioussac, Birac (Charente), Boisbreteau, Bonneville (Charente), Bors (Canton de Baignes-Sainte-Radegonde), Bors (Canton de Montmoreau-Saint-Cybard), Le Bouchage (Charente), Bouëx, Boutiers-Saint-Trojan, Brie-sous-Barbezieux, Brie-sous-Chalais, Brillac, Brossac, Bunzac
- Haut – A
- B
- C
- D
- E
- F
- G
- H
- I
- J
- K
- L
- M
- N
- O
- P
- Q
- R
- S
- T
- U
- V
- W
- X
- Y
- Z

## C
| Blason de Chabanais | Blason  | D'or à deux lions léopardés de gueules l'un sur l'autre. |
| Blason de Chabanais | Détails | Le statut officiel du blason reste à déterminer.         |

| Blason de Chalais | Blason  | De gueules à trois lions d'or couronnés, armés et lampassés d'azur. Devise / CriRé que Diou. |
| Blason de Chalais | Détails | Le statut officiel du blason reste à déterminer.                                             |

| Blason de Champagne-Mouton | Blason  | Parti burelé d'argent et d'azur, aux trois chevrons de gueules brochant sur le tout, et d'azur au chevron d'or accompagné de trois têtes de lion arrachées d'or, lampassées de gueules. |
| Blason de Champagne-Mouton | Détails | Sur documents Mairie, depuis 1995 au moins. |

| Blason de Champniers | Blason  | Écartelé : au 1er d’or aux deux lions léopardés de gueules passant l’un sur l’autre, surmontés d’un lambel d’azur, au 2e d’or aux deux fasces de vair, chaque pièce du champ chargée de trois étoiles de sable, au 3e d’argent aux trois fermaux de gueules, au chef d’azur, au 4e d’azur au croissant d’argent surmonté d’une étoile versée d’or. |
| Blason de Champniers | Détails | Le statut officiel du blason reste à déterminer. |

| Blason de Charmé | Blason  | D'azur à la tour d'argent, au chef losangé d'or et de gueules. |
| Blason de Charmé | Détails | Le statut officiel du blason reste à déterminer.               |

| Blason de Charras | Blason  | De sinople à une aigle bicéphale d'argent ; au chef parti au I de gueules à une croix cléchée, vidée et pommetée de douze pièces d'or, au II d'or à une volute de crosse contournée de gueules. |
| Blason de Charras | Détails | L'aigle bicéphale est reprise des armes de la famille de La Laurencie, seigneur puis marquis de Charras de 1493 jusqu'à la Révolution. Le statut officiel du blason reste à déterminer.         |

| Blason de Chasseneuil-sur-Bonnieure | Blason  | D'azur à la fasce d'argent surmontée d'un chef denché de cinq pointes d'argent, soutenue d'une étoile d'or. |
| Blason de Chasseneuil-sur-Bonnieure | Détails | Le statut officiel du blason reste à déterminer.                                                            |

| Blason de Chassenon | Blason  | De sinople à la fontaine d'or jaillissante d'argent accostée de deux colonnes antiques aussi d'or. |
| Blason de Chassenon | Détails | Adopté en 2015. Auteur(s)J.-F. Binon                                                               |

| Blason de Chassors | Blason  | Taillé : au 1er d'or à un arbre de sinople, au 2e de sinople à une grappe de raisin d'or, en chef de gueules au mot « Chassors » d'or. |
| Blason de Chassors | Détails | Le statut officiel du blason reste à déterminer.                                                                                       |

| Blason de Châteaubernard | Blason  | De gueules au château essoré d'or, flanqué de deux tours pavillonnées du même et ajourées de sable, donjonné d'une tour crénelée de cinq pièces d'or, le tout posé sur une champagne cousue de sinople chargée d'une croix de Malte d'argent. Devise / CriCastrum bernardi. |
| Blason de Châteaubernard | Détails | Armes parlantes. * Il y a là non-respect de la règle de contrariété des couleurs : ces armes sont fautives (sinople sur gueules). Le statut officiel du blason reste à déterminer.                                                                                          |

| Blason de Châteauneuf-sur-Charente | Blason  | Burelé d'or et d'azur, au lion contourné d'argent brochant sur le tout (moderne). Devise / CriQui plus mortis contemptor quam (Qui craint moins la mort que les lions). |
| Blason de Châteauneuf-sur-Charente | Détails | Le statut officiel du blason reste à déterminer. |
| Blason de Châteauneuf-sur-Charente | Alias   | Burelé d'argent et d'azur, au lion contourné de gueules brochant sur le tout.                                                                                           |

| Blason de Cherves-Châtelars | Blason  | Divisé en chevron : au 1er d'azur à deux fleurs de lis d'or surmontées d'un lambel à trois pendants d'argent, chaque pendant chargé d'un croissant de gueules, au 2e d'hermine, au chevron abaissé de gueules brochant sur la partition. |
| Blason de Cherves-Châtelars | Détails | Le statut officiel du blason reste à déterminer. |

| Blason de Cherves-Richemont | Blason  | D’argent aux trois bâtons écotés de sinople.                                                                       |
| Blason de Cherves-Richemont | Détails | Armes de la famille Chesnel, qui fut seigneur de Château-Chesnel. Le statut officiel du blason reste à déterminer. |

| Blason de Cognac | Blason  | De gueules au cavalier le casque en tête, d'argent, monté sur un cheval du même contourné, le cavalier portant une fleur de lys d'or au bout d'un bâton d'argent, au chef d'azur chargé de trois fleurs de lys d'or. Devise / CriCivium fides fortitudo mea. |
| Blason de Cognac | Détails | Le statut officiel du blason reste à déterminer. |

| Blason de Combiers | Blason  | De sinople à la bande ondée d'argent accompagnée de deux croisettes du même, au franc-quartier de gueules chargé d'une enclume d'or surmontée de deux marteaux adossés en chevron du même. |
| Blason de Combiers | Détails | Le statut officiel du blason reste à déterminer. |

| Blason de Confolens | Blason  | D'or au pont de trois arches d'argent* sommé de trois tours du même, posé sur des ondes d'azur, surmonté des trois lettres capitales C, F et L de sable. |
| Blason de Confolens | Détails | * Il y a là non-respect de la règle de contrariété des couleurs : ces armes sont fautives (argent sur or).                                               |

| Blason de Couronne (La) | Blason  | De gueules au dromadaire chargé d'un bât, accosté de deux fleurs de lis, soutenu d'un lambel de trois pendants renversé, le tout d'argent, le lambel lui-même soutenu de l'inscription « 12 maii 1118 » de sable. Devise / CriPrimis lapidis positione. |
| Blason de Couronne (La) | Détails | Le statut officiel du blason reste à déterminer. |

| Blason de Criteuil-la-Magdeleine | Blason  | D'azur à la fasce componée de gueules et d'or accompagnée de deux loups passants et contournés d'or. |
| Blason de Criteuil-la-Magdeleine | Détails | Le statut officiel du blason reste à déterminer.                                                     |

Pas d'information pour les communes suivantes : Cellefrouin, Cellettes (Charente), Chabrac, Chadurie, Challignac, Champagne-Vigny, Champmillon, Chantillac, La Chapelle (Charente), Charmant, Chassiecq, Châtignac, Chavenat, Chazelles (Charente), Chenommet, Chenon, La Chèvrerie, Chillac, Chirac (Charente), Claix (Charente), Condac, Condéon, Coulgens, Coulonges (Charente), Courbillac, Courcôme, Courgeac, Courlac, Couture (Charente), Cressac-Saint-Genis, Curac
- Haut – A
- B
- C
- D
- E
- F
- G
- H
- I
- J
- K
- L
- M
- N
- O
- P
- Q
- R
- S
- T
- U
- V
- W
- X
- Y
- Z

## D
| Blason de Dignac | Blason  | De sinople au pal de gueules* chargé d'une clef renversée à double panneton d'or, accosté de deux tours d'or, ouvertes et ajourées du champ, celle de dextre soutenue de trois clous d'or posés en éventail la pointe vers le bas et celle de senestre d'une feuille de marronnier du même, au comble de gueules* chargé de l'inscription « DIGNAC » en lettres capitales d'argent. |
| Blason de Dignac | Détails | * Il y a là non-respect de la règle de contrariété des couleurs : ces armes sont fautives (gueules sur sinople). Le statut officiel du blason reste à déterminer. |

Pas d'information pour les communes suivantes : Deviat, Dirac (Charente), Douzat
- Haut – A
- B
- C
- D
- E
- F
- G
- H
- I
- J
- K
- L
- M
- N
- O
- P
- Q
- R
- S
- T
- U
- V
- W
- X
- Y
- Z

## E
| Blason de Étagnac | Blason  | D'or à trois bandes de sable.                    |
| Blason de Étagnac | Détails | Le statut officiel du blason reste à déterminer. |

Pas d'information pour les communes suivantes : Ébréon, Échallat, Écuras, Édon (Charente), Empuré, Épenède, Éraville, Les Essards (Charente), Esse, Étriac, Exideuil, Eymouthiers

## F
| Blason de Fléac | Blason  | Taillé : au 1er d'azur à la porte romane d'argent, maçonnée de sable et mouvant du trait de la partition, au 2e d'argent à la grappe de raisin feuillée de deux pièces d'or et soutenue d'une rivière d'azur mouvant de la pointe, à la barre d'or chargée du mot « FLEAC » en lettres capitales de sable brochant sur la partition. |
| Blason de Fléac | Détails | * Il y a là non-respect de la règle de contrariété des couleurs : ces armes sont fautives (or sur argent). Le statut officiel du blason reste à déterminer. |

| Blason de Foussignac | Blason  | Trois écus accolés : 1) D'argent à la couronne d'épines de sable, enfermant le mot « PAX » en lettres capitales, entre deux filets alésés en fasce le tout du même, accompagnée, en chef, d'une fleur de lis en ombre de sable et en pointes de trois clous de la Passion du même, posés en éventail, la tête de celui du milieu brochant sur la couronne. 2) D'argent à sept losanges de gueules accolées en deux fasces, 4 et 3. 3) D'azur au cygne nageant d'argent, à l'anneau du même passé autour du cou. |
| Blason de Foussignac | Détails | Armes parlantes. (cygne) Le statut officiel du blason reste à déterminer. |

Pas d'information pour les communes suivantes : La Faye, Feuillade, Fleurac (Charente), Fontclaireau, Fontenille (Charente), La Forêt-de-Tessé, Fouquebrune, Fouqueure
- Haut – A
- B
- C
- D
- E
- F
- G
- H
- I
- J
- K
- L
- M
- N
- O
- P
- Q
- R
- S
- T
- U
- V
- W
- X
- Y
- Z

## G
| Blason de Gensac-la-Pallue | Blason  | Parti : au 1er de gueules aux trois demi-vols d’argent posés en fasce et rangés en pal, au 2e de gueules aux trois couronnes d’or alternées avec trois lettres M capitales de sable, le tout rangé en pal. |
| Blason de Gensac-la-Pallue | Détails | * Il y a là non-respect de la règle de contrariété des couleurs : ces armes sont fautives (sable sur gueules). Le statut officiel du blason reste à déterminer.                                            |

| Blason de Genté | Blason  | Contre-fascé d'or et d'azur de six pièces, à un écusson d'argent chargé d'une bande de gueules, posé en abîme. |
| Blason de Genté | Détails | Le statut officiel du blason reste à déterminer.                                                               |

| Blason de Gondeville | Blason  | Quatre écus disposés 2 et 2 : 1) et 2) D'argent à la fasce de sable accompagnée de trois molettes à cinq rais du même. 3) D'azur à un chardon d'or, tigé et feuillé de sinople, sur lequel sont posés deux chardonnerets d'or. 4) D'azur à un pairle et un chevron d'or, l'un et l'autre alésés et entrelacés. |
| Blason de Gondeville | Détails | Le statut officiel du blason reste à déterminer. |

| Blason de Grassac | Blason  | De gueules à la tour d’or, à la mer cousue d’azur. |
| Blason de Grassac | Détails | * Il y a là non-respect de la règle de contrariété des couleurs : ces armes sont fautives (azur sur gueules). Le statut officiel du blason reste à déterminer. |

| Blason de Graves-Saint-Amant | Blason  | De gueules à trois aiglettes d'argent.           |
| Blason de Graves-Saint-Amant | Détails | Le statut officiel du blason reste à déterminer. |

| Blason de Guimps | Blason  | De gueules à la fasce ondée d'argent chargée de trois trèfles de sinople, accompagnée en chef de deux grappes de raisin tigées et feuillées d'or et en pointe d'une gerbe de blé du même. |
| Blason de Guimps | Détails | Le statut officiel du blason reste à déterminer. |

Pas d'information pour les communes suivantes : Garat (Charente), Gardes-le-Pontaroux, Genac, Genouillac (Charente), Gimeux, Gond-Pontouvre, Les Gours, Gourville (Charente), Le Grand-Madieu, Guizengeard, Gurat
- Haut – A
- B
- C
- D
- E
- F
- G
- H
- I
- J
- K
- L
- M
- N
- O
- P
- Q
- R
- S
- T
- U
- V
- W
- X
- Y
- Z

## H
| Blason de Houlette | Blason  | De sinople à la houlette au naturel posée en bande, accompagnée en chef d'un berger aussi au naturel tenant dans sa main dextre une houlette du même et dans sa main senestre un agneau d'argent, et en pointe d'un mouton du même, à la filière d'or, le tout enfermé dans une bordure de gueules chargée en chef de l’inscription « HOULETTE » en lettres capitales de sable. |
| Blason de Houlette | Détails | Armes parlantes (houlette). * Il y a là non-respect de la règle de contrariété des couleurs : ces armes sont fautives (sable sur gueules ). Sur site de la commune. |

Pas d'information pour les communes suivantes : Hiersac, Hiesse
- Haut – A
- B
- C
- D
- E
- F
- G
- H
- I
- J
- K
- L
- M
- N
- O
- P
- Q
- R
- S
- T
- U
- V
- W
- X
- Y
- Z

## I
| Blason de Isle-d'Espagnac (L') | Blason  | D'or à une souche de laurier de sinople, poussant en rejetons vifs, un de chaque côté, et surmontée de trois étoiles d'azur en chef. |
| Blason de Isle-d'Espagnac (L') | Détails | Blason de la famille Du Souchet. |

## J
| Blason de Jarnac | Blason  | D'or à trois chabots de gueules. Devise / CriConcussus resurgo (Frappé, je me relève).              |
| Blason de Jarnac | Détails | Présenté comme officiel sur le site de la commune. Le statut officiel du blason reste à déterminer. |

| Blason de Julienne | Blason  | D'azur au puits à la margelle rectangulaire d'argent, au rouet et au treuil de sable, la margelle sommée de deux colonnes d'argent supportant un toit pyramidal de sable. |
| Blason de Julienne | Détails | Le statut officiel du blason reste à déterminer. |

Pas d'information pour les communes suivantes : Jauldes, Javrezac, Juignac, Juillac-le-Coq, Juillaguet, Juillé (Charente), Jurignac
- Haut – A
- B
- C
- D
- E
- F
- G
- H
- I
- J
- K
- L
- M
- N
- O
- P
- Q
- R
- S
- T
- U
- V
- W
- X
- Y
- Z

## L
| Blason de Lagarde-sur-le-Né | Blason  | Tiercé en pairle renversé: au 1er d'or à la grappe de raisin de pourpre, tigée et feuillée au naturel, au 2e de gueules au coq d'or, au 3e d'azur à trois fasce ondées d'argent et à la tour d'or maçonnée de sable, brochant sur les fasces. |
| Blason de Lagarde-sur-le-Né | Détails | Le statut officiel du blason reste à déterminer. |

| Blason de Lesterps | Blason  | De gueule à une dague d’argent en pal à garde et pommeau d’or surchargé de deux clés en argent en sautoir accostée de trois fleurs de lys d’or posées deux et une. |
| Blason de Lesterps | Détails | Armes de l'abbaye. |

| Blason de Lupsault | Blason  | Coupé ondé: au 1er d'or au loup contourné bondissant au trait de sable, au 2e d'or à trois pals de gueules, chacun chargé en chef d'une lettre capitale d'or, B à dextre, L au centre et S à senestre; à la burelle ondée d'azur brochant sur la partition. |
| Blason de Lupsault | Détails | Le statut officiel du blason reste à déterminer. |

Pas d'information pour les communes suivantes : Lachaise, Ladiville, Laprade (Charente), Lésignac-Durand, Lessac, Lichères, Ligné (Charente), Lignières-Sonneville, Linars (Charente), Le Lindois, Londigny, Longré, Lonnes, Louzac-Saint-André, Lussac (Charente), Luxé
- Haut – A
- B
- C
- D
- E
- F
- G
- H
- I
- J
- K
- L
- M
- N
- O
- P
- Q
- R
- S
- T
- U
- V
- W
- X
- Y
- Z

## M
| Blason de Magnac-sur-Touvre | Blason  | De sinople au cygne d'argent colleté d'une couronne d'or.                          |
| Blason de Magnac-sur-Touvre | Détails | Armoiries de la famille Des Ages. Le statut officiel du blason reste à déterminer. |

| Blason de Maine-de-Boixe | Blason  | D'azur au chevron d'or chargé à dextre d'une fourche et d'un serpent d'azur posés en barre, et à senestre d'une rame du même posée en bande, le chevron accompagné en chef dextre d'une mitre, en chef senestre d'une crosse mouvant du chevron, et en pointe d'une fleur de lys soutenue d'un poisson, le tout d'or, au chef losangé d'or et de gueules, surchargé en abîme d'un écusson d'argent à la croix de Malte de gueules. |
| Blason de Maine-de-Boixe | Détails | Le statut officiel du blason reste à déterminer. |

| Blason de Mansle | Blason  | De sable à deux clés d'argent posées en sautoir. |
| Blason de Mansle | Détails | Le statut officiel du blason reste à déterminer. |

| Blason de Marsac | Blason  | D'or à la croix de gueules chargée en abîme d'un écusson d'argent au chef de sable. |
| Blason de Marsac | Détails | Le statut officiel du blason reste à déterminer.                                    |

| Blason de Mérignac | Blason  | Tranché : au 1er d'azur à l'écusson losangé d'or et de gueules, au 2e de gueules à l'écusson cousu d'azur chargé d'une mitre d'argent accompagnée de trois fleurs de lis d'or, au filet ondé en bande d'argent brochant sur la partition. |
| Blason de Mérignac | Détails | * Il y a là non-respect de la règle de contrariété des couleurs : ces armes sont fautives ( azur sur gueules). Le statut officiel du blason reste à déterminer.                                                                           |

| Blason de Montbron | Blason  | Écartelé : au 1er d'azur à quatre fasces d'argent, aux 2e et 3e de gueules plain, au 4e d'argent à quatre fasces d'azur. |
| Blason de Montbron | Détails | Le statut officiel du blason reste à déterminer.                                                                         |
| Blason de Montbron | Alias   | De vair au chef palé d'argent et de sinople (D'Hozier).                                                                  |

| Blason de Montembœuf | Blason  | D'azur à la tour d'argent ouverte, ajourée et maçonnée de sable, surmontée de trois étoiles d'or rangées en chef. |
| Blason de Montembœuf | Détails | Blason de la famille Gros de Montembœuf.                                                                          |

| Blason de Montignac-Charente | Blason  | Trois écus accolés : au premier losangé d’or et de gueules. Au deuxième burelé d’argent et d’azur de dix pièces aux trois chevrons de gueules brochant sur le tout, le premier écimé. Le troisième burelé d’argent et d’azur de dix pièces. |
| Blason de Montignac-Charente | Détails | Le statut officiel du blason reste à déterminer. |

| Blason de Montmérac | Blason  | Parti : au 1er d'azur à la croix alésée d'argent, au 2e de sinople à la grappe de raisin d'or, le tout sommé d'un chef de gueules chargé d'un rudiste d'or accosté de deux fleurs d'orchidée du même. |
| Blason de Montmérac | Détails | Le statut officiel du blason reste à déterminer. |

| Blason de Montmoreau | Blason  | D'argent à deux fasces de gueules, à un lion d'azur couronné, armé et lampassé d'or brochant. |
| Blason de Montmoreau | Détails | Adopté le 2 mars 2022.                                                                        |

| Blason de Montmoreau-Saint-Cybard | Blason  | D’azur au château d’argent ajouré et ouvert du champ. |
| Blason de Montmoreau-Saint-Cybard | Détails | Le statut officiel du blason reste à déterminer.      |

| Blason de Mouthiers-sur-Boëme | Blason  | Losangé d’argent et de gueules, chaque losange d’argent chargée de deux fasces d’azur. |
| Blason de Mouthiers-sur-Boëme | Détails | Le statut officiel du blason reste à déterminer.                                       |

Pas d'information pour les communes suivantes : La Magdeleine, Magnac-Lavalette-Villars, Mainfonds, Mainxe, Mainzac, Malaville, Manot, Marcillac-Lanville, Mareuil (Charente), Marillac-le-Franc, Marthon, Massignac, Mazerolles (Charente), Mazières, Médillac, Merpins, Mesnac, Les Métairies, Mons (Charente), Montboyer, Montignac-le-Coq, Montigné, Montjean (Charente), Montrollet, Mornac (Charente), Mosnac (Charente), Moulidars, Mouton (Charente), Moutonneau, Mouzon (Charente)
- Haut – A
- B
- C
- D
- E
- F
- G
- H
- I
- J
- K
- L
- M
- N
- O
- P
- Q
- R
- S
- T
- U
- V
- W
- X
- Y
- Z

## N
| Blason de Nercillac | Blason  | D'or à la lettre capitale stylisée N de gueules enfermée dans un filet stylisé d'azur. |
| Blason de Nercillac | Détails | Le statut officiel du blason reste à déterminer.                                       |

| Blason de Nersac | Blason  | D'or au chêne arraché de sinople.                                                            |
| Blason de Nersac | Détails | L'écu est timbré d'une couronne murale d'or. Blason de la famille Florenceau de Boisbedeuil. |

Pas d'information pour les communes suivantes : Nabinaud, Nanclars, Nanteuil-en-Vallée, Nieuil, Nonac, Nonaville
- Haut – A
- B
- C
- D
- E
- F
- G
- H
- I
- J
- K
- L
- M
- N
- O
- P
- Q
- R
- S
- T
- U
- V
- W
- X
- Y
- Z

## O
Pas d'information pour les communes suivantes : Oradour (Charente), Oradour-Fanais, Orgedeuil, Oriolles, Orival (Charente)

## P
| Blason de Passirac | Blason  | D'azur à deux clés d'or passées en sautoir, accompagnées en pointe d'une fontaine héraldique d'or, fascée ondée d'argent et d'azur, au chef losangé d'or et de gueules. Devise / CriInter duas aquas. (entre deux eaux) |
| Blason de Passirac | Détails | Création Anny Bergerolle (2008). Adopté le 16 avril 2009. |

| Blason à dessiner | Blason  | Écartelé: au 1er losangé d'or et de gueules, au 2e d'argent à l'orme de sinople, au 3e d'argent à trois épis de blé, tigés, feuillés et empoignés d'or, au 4e d'azur à la coquille stylisée de Saint-Jacques-de-Compostelle tournée d'or; sur le tout, d'argent à trois pals ondés d'azur à dextre et au lion de gueules à senestre. |
| Blason à dessiner | Détails | * Il y a là non-respect de la règle de contrariété des couleurs : ces armes sont fautives (or sur argent). Adopté le 10 décembre 2021. |

| Blason de Puymoyen | Blason  | Écartelé : au 1er losangé d'or et de gueules, au 2e d'azur au moulin à papier terrassé d'argent, ouvert et ajouré de sable, accompagné de deux arbres de sinople et d'une falaise d'or, au 3e d'argent à la grappe de raisin de pourpre, feuillée de sinople, au 4e d'or au diable de gueules tenant une fourche de trois pointes de sable. |
| Blason de Puymoyen | Détails | Le statut officiel du blason reste à déterminer. |

Pas d'information pour les communes suivantes : Paizay-Naudouin-Embourie, Palluaud, Parzac, Péreuil, Pérignac (Charente), La Péruse, Les Pins, Plaizac, Plassac-Rouffiac, Pleuville, Poullignac, Poursac, Pranzac, Pressignac, Puyréaux
- Haut – A
- B
- C
- D
- E
- F
- G
- H
- I
- J
- K
- L
- M
- N
- O
- P
- Q
- R
- S
- T
- U
- V
- W
- X
- Y
- Z

## R
| Blason de Reignac | Blason  | D'azur à trois abeilles d'or.                    |
| Blason de Reignac | Détails | Le statut officiel du blason reste à déterminer. |

| Blason de Rochefoucauld (La) | Blason  | Burelé d'argent et d'azur de dix pièces, à trois chevrons de gueules brochant sur le tout, celui du chef écimé. |
| Blason de Rochefoucauld (La) | Détails | Blason de la famille De La Rochefoucauld.                                                                       |

| Blason de Rouillac | Blason  | Deux écus accolés : le premier d’argent fretté de dix-huit pièces de gueules, au franc-quartier d’azur. Le deuxième de gueules fretté de dix-huit pièces d’argent. |
| Blason de Rouillac | Détails | Le statut officiel du blason reste à déterminer. |

| Blason de Roullet-Saint-Estèphe | Blason  | Coupé : au 1er d'azur à deux clochers d'argent, au 2e d'argent à la diligence de sable, les fenêtres et la porte ouvertes du champ. |
| Blason de Roullet-Saint-Estèphe | Détails | Le statut officiel du blason reste à déterminer.                                                                                    |

| Blason de Roumazières-Loubert | Blason  | D'argent à deux lions passants de sable posés l'un sur l'autre, au chef d'azur semé de fleurs de lys d'or, au chevron de gueules brochant sur le tout. |
| Blason de Roumazières-Loubert | Détails | Le statut officiel du blason reste à déterminer. |

| Blason de Roussines | Blason  | Parti : au 1er de sinople au taureau furieux contourné au naturel, au 2e d'or à l'arbre arraché de sinople, au canon de pourpre brochant en pointe sur la partition, le tout sommé d'un chef de pourpre chargé d'une rose d'or boutonnée et feuillée de sinople accostée de deux gerbes de blé d'or. |
| Blason de Roussines | Détails | Le statut officiel du blason reste à déterminer. |

| Blason de Ruelle-sur-Touvre | Blason  | D'azur à la fasce haussée d'argent chargée d'une croisette ancrée de sable, accompagnée en chef d'un écouvillon à canon d'or posé en fasce et en pointe d'un canon contourné d'or senestré de trois boulets du même, mal ordonnés et accolés. |
| Blason de Ruelle-sur-Touvre | Détails | Le statut officiel du blason reste à déterminer. |
| Blason de Ruelle-sur-Touvre | Alias   | De gueules à l’ancre sans trabe d’argent, accompagnée de deux fûts de canon du même passés en sautoir, brochant sur le tout. |

| Blason de Ruffec | Blason  | De vair, au chef palé d'argent et de sable de six pièces.     |
| Blason de Ruffec | Détails | Le statut officiel du blason reste à déterminer.              |
| Blason de Ruffec | Alias   | De vair, au chef componné d'argent et de sable de six pièces. |

Pas d'information pour les communes suivantes : Raix, Rancogne, Ranville-Breuillaud, Réparsac, Rioux-Martin, Rivières (Charente), La Rochette (Charente), Ronsenac, Rouffiac (Charente), Rougnac, Rouzède
- Haut – A
- B
- C
- D
- E
- F
- G
- H
- I
- J
- K
- L
- M
- N
- O
- P
- Q
- R
- S
- T
- U
- V
- W
- X
- Y
- Z

## S
| Blason de Saint-Amant-de-Bonnieure | Blason  | Écartelé : d’azur et d’argent aux quatre fleurs de lys de l'un en l'autre. |
| Blason de Saint-Amant-de-Bonnieure | Détails | Le statut officiel du blason reste à déterminer.                           |

| Blason de Saint-Angeau | Blason  | D’argent aux trois fasces de gueules à la bande d’azur, chargée de trois fleurs de lys d’or brochant sur le tout. |
| Blason de Saint-Angeau | Détails | Le statut officiel du blason reste à déterminer.                                                                  |

| Blason de Saint-Brice | Blason  | Échiqueté de deux tires de trois points de sinople et d’or, les points d’or chargés, celui de la première tire d’un dolmen, ceux de la seconde tire, à dextre d’une façade d’église et à senestre d’un château, le tout de sable, l’échiqueté soutenu d’un divise d’azur, à la champagne aussi d’or chargée d’une grappe de raisin aussi de sable. |
| Blason de Saint-Brice | Détails | Le statut officiel du blason reste à déterminer. |

| Blason de Saint-Claud | Blason  | De gueules semé d’étoiles d’or, au lion couronné du même brochant sur le tout. Devise / CriC'est mon plaisir. |
| Blason de Saint-Claud | Détails | Le statut officiel du blason reste à déterminer.                                                              |

| Blason de Saint-Coutant | Blason  | Écartelé : au 1er et au 4e d’or au lion de gueules, au 2e et au 3e d’azur aux trois bandes d’or. |
| Blason de Saint-Coutant | Détails | Blason de la famille de Moneys.                                                                  |

| Blason de Saint-Cybardeaux | Blason  | Écartelé : au 1er et au 4e d’azur aux deux chevrons d’or, au 2e et au 3e d’argent aux trois fasces de gueules, au filet en croix d’argent brochant sur l’écartelé. |
| Blason de Saint-Cybardeaux | Détails | Le statut officiel du blason reste à déterminer. |

| Blason de Saint-Fort-sur-le-Né | Blason  | D'azur à l'aigle bicéphale d'or, languée et membrée de gueules.                               |
| Blason de Saint-Fort-sur-le-Né | Détails | Armoiries de Jean-Louis de Bremond seigneur de Saint Fort sur le Né et d’Orlac (à confirmer). |

| Blason de Saint-Laurent-de-Céris | Blason  | D'azur à la croix alaisée d'argent.              |
| Blason de Saint-Laurent-de-Céris | Détails | Le statut officiel du blason reste à déterminer. |

| Blason de Saint-Laurent-des-Combes | Blason  | Une grue avec sa vigilance.                      |
| Blason de Saint-Laurent-des-Combes | Détails | Le statut officiel du blason reste à déterminer. |

| Blason de Saint-Michel | Blason  | Écartelé : au 1er et au 4e d’azur aux trois fasces ondées d’argent, au 2e et au 3e de gueules au rouleau à papier d’argent, le tout sommé d’un chef d’or à saint Michel terrassant un dragon, le tout soudé d’argent. Devise / CriInter aquas civium virtutibus (D'entre les eaux, mérite des vertus civiques). |
| Blason de Saint-Michel | Détails | * Il y a là non-respect de la règle de contrariété des couleurs : ces armes sont fautives (argent sur or ). Le statut officiel du blason reste à déterminer. |

| Blason de Saint-Palais-du-Né | Blason  | Tranché : au 1er de gueules à une grappe de raisin d'or tigée et feuillée au naturel, au 2e de sinople, à deux bandes ondées d'argent l'une chargeant le sinople, l'autre brochant sur la partition, à une volute de crosse d'or posée en barre et brochant en pointe, au franc-quartier losangé d'azur et d'or. |
| Blason de Saint-Palais-du-Né | Détails | Le statut officiel du blason reste à déterminer. |

| Blason de Saint-Romain (Charente) | Blason  | Écartelé: au 1er d'argent à la fasce de gueules accompagnée de trois merlettes de sable, posées 2 et 1, au 2e de gueules à l'amphore d'argent, au 3e de gueules au rameau de trois feuilles de châtaignier d'argent, au 4e d'argent à la chouette de sable, membrée de gueules, becquée et allumée d'argent sur une branche de sable posée en bande. |
| Blason de Saint-Romain (Charente) | Détails | Adopté le 18 juin 2025. |

| Blason de Saint-Séverin | Blason  | D’azur au pal bandé d’or et de sable, accompagné en chef à dextre d’une gerbe de blé d’or et à senestre d’une presse à papier d’argent et d’or, en pointe à dextre d’une fontaine sur un mont d’argent mouvant de la pointe et à senestre d’une crosse d’évêque d’or. |
| Blason de Saint-Séverin | Détails | Dessiné par Raymond Laforêt. |

| Blason de Saint-Simon | Blason  | D’argent au lion de sable, armé et lampassé de gueules, tenant une torche d’or enflammée de gueules. |
| Blason de Saint-Simon | Détails | Le statut officiel du blason reste à déterminer.                                                     |

| Blason de Saint-Yrieix-sur-Charente | Blason  | Parti : au 1er d’or aux fragments d’épées antiques de sinople, posés en pal et rangés en fasce, au 2e d’azur aux ondes de sinople mouvant de la pointe, sur lesquelles évolue un véliplanchiste d’or habillé de gueules, la voile du même et la planche d’argent. |
| Blason de Saint-Yrieix-sur-Charente | Détails | * Il y a là non-respect de la règle de contrariété des couleurs : ces armes sont fautives (sinople sur azur). Le statut officiel du blason reste à déterminer. |

| Blason de Salles-d'Angles | Blason  | Contre-fascé d'or et d'azur, sur le tout d'argent à la cotice de gueules accompagnée en chef d'un bosquet de trois ormeaux de sable et en pointe d'un alambic du même. |
| Blason de Salles-d'Angles | Détails | Le statut officiel du blason reste à déterminer. |

| Blason de Salles-de-Villefagnan | Blason  | D'argent à deux fasces de sable accompagnées de six merlettes du même, ordonnées 3, 2 et 1. |
| Blason de Salles-de-Villefagnan | Détails | Le statut officiel du blason reste à déterminer.                                            |

| Blason de Segonzac | Blason  | D’azur à deux branches de châtaignier posées en fasce, l'une en chef fruitée de deux marrons hérissonnés et l'autre en pointe fruité d'un seul à dextre, à une croisette en abîme, le tout d'or. |
| Blason de Segonzac | Détails | Le statut officiel du blason reste à déterminer. |

| Blason de Sigogne | Blason  | D'azur au chevron d'or accompagné en chef de deux étoiles d'argent et en pointe d'une cigogne arrêtée du même, becquée et membrée de gueules, le bec vers la pointe du chevron, au chef losangé d'or et de gueules. |
| Blason de Sigogne | Détails | Armes parlantes (cigogne : Sigogne). Le statut officiel du blason reste à déterminer. |

| Blason de Souvigné | Blason  | De gueules à la coquille de sable, au chef d'or chargé de trois pampres de vigne fruités de gueules, tigés et feuillés de sinople.      |
| Blason de Souvigné | Détails | Armes parlantes (vigne). * Il y a là non-respect de la règle de contrariété des couleurs : ces armes sont fautives (sable sur gueules). |

| Blason de Suaux | Blason  | D'argent au chevron de gueules accompagné de trois merlettes de sable, à la bordure d'or. |
| Blason de Suaux | Détails | Le statut officiel du blason reste à déterminer.                                          |

Pas d'information pour les communes suivantes : Saint-Adjutory, Saint-Amant-de-Montmoreau, Saint-Amant-de-Boixe, Saint-Amant-de-Nouère, Saint-Aulais-la-Chapelle, Saint-Avit (Charente), Saint-Bonnet, Saint-Christophe (Charente), Saint-Ciers-sur-Bonnieure, Saint-Eutrope (Charente), Saint-Félix (Charente), Saint-Fraigne, Saint-Front (Charente), Saint-Genis-d'Hiersac, Saint-Georges (Charente), Saint-Germain-de-Confolens, Saint-Germain-de-Montbron, Saint-Gourson, Saint-Groux, Saint-Laurent-de-Belzagot, Saint-Laurent-de-Cognac, Saint-Léger (Charente), Saint-Martial (Charente), Saint-Martin-du-Clocher, Saint-Mary, Saint-Maurice-des-Lions, Saint-Médard (Charente), Saint-Même-les-Carrières, Saint-Preuil, Saint-Projet-Saint-Constant, Saint-Quentin-de-Chalais, Saint-Quentin-sur-Charente, Saint-Saturnin (Charente), Saint-Simeux, Saint-Sornin (Charente), Saint-Sulpice-de-Cognac, Saint-Sulpice-de-Ruffec, Saint-Vallier (Charente), Sainte-Colombe (Charente), Sainte-Sévère (Charente), Sainte-Souline, Salles-de-Barbezieux, Salles-Lavalette, Saulgond, Sauvagnac, Sauvignac, Sers (Charente), Sireuil (Charente), Sonneville, Souffrignac, Soyaux, Suris
- Haut – A
- B
- C
- D
- E
- F
- G
- H
- I
- J
- K
- L
- M
- N
- O
- P
- Q
- R
- S
- T
- U
- V
- W
- X
- Y
- Z

## T
| Blason de Tourriers | Blason  | D'or à la tour d'argent*, maçonnée de sable et soutenue de l'inscription « TURIS » écrite à la verticale en majuscules du même, chaussé de sinople chargé à dextre de deux épis de blé tigés et feuillés d'or et à senestre d'un pampre de vigne du même, au chef affaissé de sinople le trait mouvant des angles. |
| Blason de Tourriers | Détails | * Il y a là non-respect de la règle de contrariété des couleurs : ces armes sont fautives (tour d'argent sur or). Le statut officiel du blason reste à déterminer. |

| Blason de Touvre | Blason  | D'azur à trois poissons d'argent rangés en pal, surmontés d'un croissant posé en bande du même, lui-même surmonté d'une couronne murale d'argent. |
| Blason de Touvre | Détails | Le statut officiel du blason reste à déterminer.                                                                                                  |

| Blason de Trois-Palis | Blason  | Deux écus accolés : le premier d'azur au chevron d'or accompagné en chef d'un croissant d'or accosté de deux étoiles d'argent et en pointe d'une rose de même. Le deuxième d'or (d'argent) au poirier arraché au naturel, feuillé de sinople et fruité du champ. |
| Blason de Trois-Palis | Détails | Le statut officiel du blason reste à déterminer. |

| Blason de Tusson | Blason  | D'azur à la croix échiquetée d'or et de sinople. |
| Blason de Tusson | Détails | Le statut officiel du blason reste à déterminer. |

Pas d'information pour les communes suivantes : La Tâche (Charente), Taizé-Aizie, Taponnat-Fleurignac, Le Tâtre, Theil-Rabier, Torsac, Touvérac, Touzac (Charente), Triac-Lautrait, Turgon (Charente), Tuzie
- Haut – A
- B
- C
- D
- E
- F
- G
- H
- I
- J
- K
- L
- M
- N
- O
- P
- Q
- R
- S
- T
- U
- V
- W
- X
- Y
- Z

## V
| Blason de Vars | Blason  | D'or à une croix en sautoir ancrée d'azur. Devise / CriÀ nul autre, pour l'avenir. |
| Blason de Vars | Détails | Le statut officiel du blason reste à déterminer.                                   |

| Blason de Villebois-Lavalette | Blason  | Parti : au 1er coupé de gueules à une croix potencée d'argent et d'argent à un noyer de sinople, au 2e de gueules à une croix bourdonnée d'or. |
| Blason de Villebois-Lavalette | Détails | Le statut officiel du blason reste à déterminer.                                                                                               |

Pas d'information pour les communes suivantes : Valence (Charente), Vaux-Lavalette, Vaux-Rouillac, Ventouse (Charente), Verdille, Verneuil (Charente), Verrières (Charente), Verteuil-sur-Charente, Vervant (Charente), Vibrac (Charente), Le Vieux-Cérier, Vieux-Ruffec, Vignolles, Vilhonneur, Villefagnan, Villegats (Charente), Villejésus, Villejoubert, Villiers-le-Roux, Villognon, Vindelle, Vitrac-Saint-Vincent, Viville, Vœuil-et-Giget, Vouharte, Voulgézac, Vouthon, Vouzan
- Haut – A
- B
- C
- D
- E
- F
- G
- H
- I
- J
- K
- L
- M
- N
- O
- P
- Q
- R
- S
- T
- U
- V
- W
- X
- Y
- Z